# Kinorevue
Kinorevue: illustrovaný filmový týdeník byl filmový časopis, který vycházel v letech 1934–1945.

## Historie časopisu
Časopis vydávala od roku 1934 Průmyslová tiskárna v Praze. Šéfredaktorem byl až do roku 1942 Bedřich Rádl. V roce 1941 převzalo vydávání časopisu německé vydavatelství Karl Curtius. Následujícího roku byl B. Rádl nahrazen Quido Emilem Kujalem.
Časopis vycházel týdně, jeho ročníky se číslovaly od září do srpna dalšího roku. První číslo prvního ročníku (1934–1935) vyšlo 29. srpna 1934. V ročníku 1944/1945 vyšlo jen 25 čísel, poslední z nich s datem 25. dubna 1945; poté časopis zanikl.

## Novodobá Kinorevue
V letech 1991–1997 vycházel v Praze stejnojmenný časopis.